# Hypostomus nickeriensis
Hypostomus nickeriensis är en fiskart som beskrevs av Boeseman, 1969. Hypostomus nickeriensis ingår i släktet Hypostomus och familjen Loricariidae. Inga underarter finns listade i Catalogue of Life.